# Kristen Michal
Kristen Michal, estonski politik in pravnik; * 12. julij 1975, Talin.
Michal od 23. julija 2024 opravlja funkcijo predsednika vlade Estonije. Na tem mestu je nasledil Kajo Kallas, ki naj bi bila imenovana za visoko zunanjepolitično in varnostno predstavnico Evropske unije. Michal je bil pred tem minister za pravosodje, minister za gospodarske zadeve in infrastrukturo in nazadnje minister za podnebje.

## Mladost
Michal se je 12. julija 1975 rodil v Talinu. Študiral je pravo na Akademiji Nord in diplomiral leta 2009. Nadaljeval je magistrski študij prava na Pravni fakulteti Univerze v Talinu.

## Politična kariera
Michal je od leta 1996 do 2002 delal kot svetovalec na različnih ravneh za Reformno stranko. Leta 2002 je postal svetovalec takratnega premierja Siima Kallasa. Med letoma 2002 in 2003 je bil starešina mestnega središča v Talinu. Leta 2003 je bil imenovan za generalnega sekretarja Reformne stranke in je to funkcijo opravljal do leta 2011. Bil je tudi poslanec Riigikoguja (državnega parlamenta), in sicer od leta 2005 do 2011 in od 2012 do 2015. 
6. aprila 2011 je bil imenovan na položaj ministra za pravosodje. Mandat je končal 10. decembra 2012, ko je odstopil s položaja. Od 9. aprila 2015 do 23. novembra 2016 je bil minister za gospodarske zadeve in infrastrukturo .
29. junija 2024 je Reformistična stranka Michala predlagala za novega estonskega premierja. Takratna predsednica vlade Kaja Kallas je namreč postala kandidatka za visoko predstavnico Evropske unije za zunanje zadeve in varnostno politiko. Vlada Kristena Michala je nastopila 23. julija 2024.

## Osebno življenje
Njegova partnerica je Evelin Oras, politična svetovalka. Imata tri otroke.